# Duje Ćaleta-Car
Duje Ćaleta-Car (n. 17 septembrie 1996, Šibenik, Croația) este un fotbalist croat, care joacă pe post de fundaș central la Real Sociedad în La Liga, împrumutat de la Olympique Lyonnais. Pe plan internațional, are prezențe la națională pentru Croația U-17⁠(d), Croația U18⁠(d), Croația U-19⁠(d), Croația U-21⁠(d) și Croația.
A făcut parte din lotul Croației care a ajuns până în finala Campionatului Mondial din 2018, unde a fost învinsă de Franța.

## Cariera pe echipe
Çaleta-Car s-a alăturat echipei FC Liefering în 2014 de la FC Pasching. El și-a făcut debutul în al doilea eșalon al campionatului austriac cu FC Liefering la 25 iulie 2014 împotriva lui FAC Team für Wien.

### Red Bull Salzburg
În timpul sezonului 2017-2018, Salzburg a avut cea mai bună campanie europeană făcută vreodată. Echipa a terminat pe primul loc în grupa ei de Europa League, pentru a patra oară, după care le-a învins pe Real Sociedad și Borussia Dortmund, jucând astfel ăentru prima dată în istorie în semifinala UEFA Europa League. La 3 mai 2018, el a jucat în semifinalele Ligii Europei, pierzând în deplasare cu Olympique de Marseillejucat o pierdere de 1-2 deplasări și 3-2 la general, nereușind să obțină un loc în finala UEFA Europa League din 2018.

### Olympique de Marseille
La 20 iulie 2018, Ćaleta-Car s-a alăturat clubului francez Marseille pentru o perioadă de cinci ani, cu clubul francez plătind pe el 19 milioane de euro. La sosirea sa, Ćaleta-Car a primit tricoul cu numărul 15.

## Cariera la națională
În octombrie 2015, Ćaleta-Car a fost convocat pentru prima dată la naționala mare pentru meciurile de calificare la Euro 2016 împotriva Bulgariei și Maltei, fiind convocat în locul lui Jozo Šimunović, care s-a accidentat. El a fost inclus în lotul lărgit de 27 de jucători pentru Euro 2016, dar a fost lăsat acasă împreună cu mijlocașul Alen Halilović și portarul Dominik Livaković.
În mai 2018, el a fost numit în lotul lărgit al Croației pentru Campionatul Mondial din 2018 din Rusia. A debutat la națională la data de 3 iunie, într-un meci amical cu Brazilia, intrând în locul lui Vedran Ćorluka în minutul 52.

## Stil de joc
Caleta-Car este un fundaș puternic și sigur. Calmul și confortul pe care îl are la balon îl fac ca o opțiune viabilă de pasă înapoi în timpul meciului de la mijlocul terenului. El are, de asemenea, viziune, putând trimite mingi lungi cu precizie și viteză. Meciurile bune făcute în Liga Europei din 2018 și la Campionatul Mondial din 2018 i-a impresionat pe mulți și a atras atenția mai multor cluburi mari, inclusiv din partea lui Olympique de Marseille și a Sevillei FC din La Liga.

## Statistici privind cariera

### Club
Până pe 20 iulie 2018 
| Club              | Sezon         | Campionat                 | Campionat | Campionat | Cupă    | Cupă   | Europa  | Europa | Total   | Total  |
| Club              | Sezon         | Divizie                   | Meciuri   | Goluri    | Meciuri | Goluri | Meciuri | Goluri | Meciuri | Goluri |
| ----------------- | ------------- | ------------------------- | --------- | --------- | ------- | ------ | ------- | ------ | ------- | ------ |
| Šibenik           | 2012-2013     | A Doua Ligă a Croației    | 17        | 0         | 0       | 0      | 0       | 0      | 17      | 0      |
| Pasching          | 2013-2014     | Liga Regională a Austriei | 15        | 3         | 0       | 0      | 0       | 0      | 15      | 3      |
| Liefering         | 2014-2015     | A Doua Ligă a Austriei    | 19        | 0         | 0       | 0      | 0       | 0      | 19      | 0      |
| Liefering         | 2015-2016     | A Doua Ligă a Austriei    | 1         | 0         | 0       | 0      | 0       | 0      | 1       | 0      |
| Liefering         | Total         | Total                     | 20        | 0         | 0       | 0      | 0       | 0      | 20      | 0      |
| Red Bull Salzburg | 2014-2015     | Bundesliga (Austria)      | 7         | 0         | 1       | 0      | 1       | 0      | 9       | 0      |
| Red Bull Salzburg | 2015-2016     | Bundesliga (Austria)      | 31        | 2         | 4       | 0      | 2       | 0      | 37      | 2      |
| Red Bull Salzburg | 2016-2017     | Bundesliga (Austria)      | 18        | 0         | 5       | 0      | 8       | 0      | 31      | 0      |
| Red Bull Salzburg | 2017-2018     | Bundesliga (Austria)      | 28        | 2         | 6       | 0      | 19      | 0      | 53      | 2      |
| Red Bull Salzburg | Total         | Total                     | 84        | 4         | 16      | 0      | 30      | 0      | 130     | 4      |
| Total carieră     | Total carieră | Total carieră             | 118       | 6         | 11      | 0      | 30      | 0      | 147     | 6      |

### La națională
Până pe 26 iunie 2018 
| 2018  | 2 | 0 |
| Total | 2 | 0 |

## Titluri
Croația
- Campionatul Mondial: finalist 2018[13]

Decorații
- Ordinul ducele Branimir cu panglică: 2018[14]